# Salopeki Modruški
Salopeki Modruški is een plaats in de gemeente Josipdol in de Kroatische provincie Karlovac. De plaats telt 86 inwoners (2001).